# Camponotus thales
Camponotus thales é uma espécie de inseto do gênero Camponotus, pertencente à família Formicidae.